# Liga Premier de Pakistán
La Liga Premier de Pakistán (en inglés: Pakistan Premier League (PPL), en urdu: پاکستان پریمیئر لیگ‎) es la competición de fútbol más importante de Pakistán, participan 12 equipos, los cuales se enfrentan todos contra todos a 2 vueltas, completando 22 partidos.
El torneo, a nivel profesional, existe desde el año 2004 y es organizado por la Federación de Fútbol de Pakistán con el objetivo de elevar el nivel y rendimiento de la Selección de fútbol de Pakistán. 
El equipo campeón de liga clasifica a la Copa de la AFC, la segunda copa en importancia de Asia.

## Historia
El primer torneo de fútbol se jugó en la ciudad de Karachi en 1948, donde el Sindh Red venció al Sindh Blue en la final, se jugaba bajo un sistema de eliminación directa.
Ese torneo cambió para el 2004, en un país donde el fútbol es mal manejado y con alta corrupción, trayendo consecuencias en su selección nacional, cuando antes era una de las Selecciones más fuertes de la AFC y ahora es de las más débiles.

## Fundación
En agosto del 2003 el campeonato fue reemplazado por un sistema de liga, llamado National Division A Football League con 16 equipos de todo el país. Es la primera liga de fútbol de Pakistán.
También se creó la segunda división, llamada National Division B Football League(también conocida como PFF National League), que cuenta con 12 equipos. Los 2 peores equipos de la División A descienden. El primer campeón de liga fue el WAPDA FC.
Es una liga que tiene una muy alta exigencia física para los jugadores, ya que se juega entre los meses de noviembre y febrero, incluso jugando 3 partidos por semana. También tiene el problema de que es una liga aficionada, por lo que sus equipos son considerados muy débiles.
La liga se juega principalmente en 8 ciudades: Karachi, Lahore, Chamán, Nushki, Rawalpindi, Islamabad, Sahiwal y Faisalabad.  

## Equipos PPL 2018/19

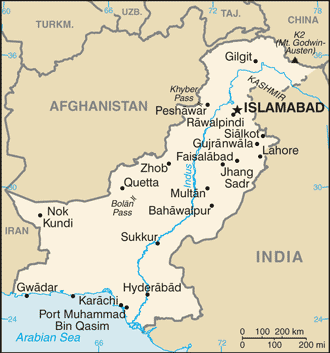
Pakistán.

| Equipo                     | Ciudad     | Estadio                    | Capacidad |
| -------------------------- | ---------- | -------------------------- | --------- |
| Afghan Chaman              | Chaman     | Jamal Nasir Stadiium       | 12 000    |
| Ashraf Sugar Mills         | Bahawalpur | Railway Stadium            | 5000      |
| Baloch Nushki              | Nushki     | Nushki Stadium             | 10 000    |
| Civil Aviation Authority   | Karachi    | Korangi Baloch Stadium     | 5000      |
| K-Electric                 | Karachi    | People's Football Stadium  | 40 000    |
| Karachi Port Trust         | Karachi    | Karachi Port Trust Stadium | 6000      |
| Khan Research Laboratories | Rawalpindi | KRL Ground                 | 8000      |
| Muslim                     | Quetta     | Sadiq Shaheed Stadium      | 5000      |
| National Bank              | Karachi    | Karachi Port Trust Stadium | 6000      |
| Pakistan Airforce          | Islamabad  | PAF Complex                | 2000      |
| Pakistan Army              | Rawalpindi | Army Stadium               | 7000      |
| Pakistan Navy              | Islamabad  | PNS Karsaz Stadium         | 5000      |
| Pakistan Airlines          | Karachi    | Korangi Baloch Stadium     | 5000      |
| Sui Southern Gas           | Karachi    | Benazir Sports Complex     | 20 000    |
| Sui Northern Gas           | Lahore     | Railway Stadium            | 5000      |
| WAPDA                      | Lahore     | Punjab Stadium             | 10 000    |

## Palmarés

### Campeonato Nacional de Pakistán
Estos son los ganadores anteriores a la instauración de la PPL en 2004:
| Temporada | Campeón              | Subcampeón                 |
| --------- | -------------------- | -------------------------- |
| 1948      | Sindh Red            | Sindh Blue                 |
| 1950      | Balochistan Red      | Sindh                      |
| 1952      | Punjab               | NWFP                       |
| 1953      | Punjab               | NWFP Blue                  |
| 1954      | Punjab Blue          | Pakistan Railways FC       |
| 1955      | Punjab               | NWFP                       |
| 1956      | Balochistan          | Pakistan Railways White FC |
| 1957      | Punjab               | East Pakistan White        |
| 1958      | Punjab Blue          | Pakistan Railways FC       |
| 1959      | Balochistan          | East Pakistan              |
| 1960      | East Pakistan        | Karachi White              |
| 1961-62   | Dacca                | Karachi Blue               |
| 1962      | Dacca                | Karachi                    |
| 1963      | Karachi              | Pakistan Railways FC       |
| 1964-65   | Karachi              | Pakistan Railways FC       |
| 1966      | Karachi              | Pakistan Railways FC       |
| 1968      | Peshawar             | Lahore                     |
| 1969      | Pakistan Railways FC | Karachi                    |
| 1969-70   | Chittagong           | Peshawar                   |
| 1971      | PIA FC               | Karachi                    |
| 1972      | PIA FC               | Peshawar White             |
| 1973      | Karachi Yellow       | Rawalpindi                 |
| 1975 (1)  | PIA FC               | Punjab A                   |
| 1975 (2)  | Sindh Red            | Balochistan Red            |
| 1976      | PIA FC               | Pakistan Railways FC       |
| 1978      | PIA FC               | Sindh Red                  |
| 1979      | Karachi Red          | PIA FC                     |
| 1980      | Karachi Red          | Pakistan Army FC           |
| 1981      | PIA FC               | PAF FC                     |
| 1982      | HBL FC               | Pakistan Railways FC       |
| 1983      | WAPDA FC             | HBL FC                     |
| 1984      | Pakistan Railways FC | WAPDA FC                   |
| 1985      | Quetta               | PIA FC                     |
| 1986      | PAF FC               | PIA FC                     |
| 1987      | CTM FC               | KPT FC                     |
| 1989 (1)  | Punjab Red           | Pakistan Railways FC       |
| 1989 (2)  | PIA FC               | SGP FC                     |
| 1990      | Punjab Red           | PIA FC                     |
| 1991      | WAPDA FC             | HBL FC                     |
| 1992-93   | PIA FC               | Pakistan Army FC           |
| 1993-94   | Pakistan Army FC     | WAPDA FC                   |
| 1994      | CTM FC               | WAPDA FC                   |
| 1995      | Pakistan Army FC     | ABL FC                     |
| 1997 (1)  | ABL FC               | PIA FC                     |
| 1997 (2)  | PIA FC               | ABL FC                     |
| 1999      | ABL FC               | Pakistan Navy FC           |
| 2000      | ABL FC               | HBL FC                     |
| 2001      | WAPDA FC             | KRL FC                     |
| 2003      | WAPDA FC             | Pakistan Army FC           |

### Liga Premier de Pakistán
| Temporada | Campeón          | Subcampeón           | Máximo Goleador | Club             | Goles        |
| --------- | ---------------- | -------------------- | --------------- | ---------------- | ------------ |
| 2004      | WAPDA FC         | Pakistan Army FC     | Arif Mehmood    | WAPDA FC         | 20           |
| 2005      | Pakistan Army FC | WAPDA FC             | Imran Hussain   | Pakistan Army FC | 21           |
| 2006-07   | Pakistan Army FC | WAPDA FC             | Arif Mehmood    | WAPDA FC         | -            |
| 2007-08   | WAPDA FC         | Pakistan Army FC     | Arif Mehmood    | WAPDA FC         | 21           |
| 2008      | WAPDA FC         | Pakistan Army FC     | Muhammad Rasool | KRL FC           | 22           |
| 2009      | KRL FC           | Pakistan Army FC     | Arif Mehmood    | WAPDA FC         | 20           |
| 2010      | WAPDA FC         | KRL FC               | Arif Mehmood    | WAPDA FC         | 21           |
| 2011      | KRL FC           | Afghan FC            | Jadeed Khan     | Afghan FC        | 22           |
| 2012-13   | KRL FC           | KESC FC              | Kalim Ullah     | KRL FC           | 23           |
| 2013-14   | KRL FC           | KESC FC              | Bandera de ?    |                  | -            |
| 2014-15   | KESC FC          | Pakistan Army FC     | Bandera de ?    |                  | -            |
| 2015-2018 | No disputado     | No disputado         | No disputado    | No disputado     | No disputado |
| 2018-19   | KRL FC           | Pakistan Airforce FC | Bandera de ?    |                  | -            |
| 2019-2021 | No disputado     | No disputado         | No disputado    | No disputado     | No disputado |

## Títulos por club
Campeonatos ganados por equipo en la Liga Premier de Pakistán desde 2004.
| Club                       | Campeón | 2° | Años campeón                          |
| -------------------------- | ------- | -- | ------------------------------------- |
| KRL FC                     | 5       | 1  | 2009, 2011, 2012-13, 2013-14, 2018-19 |
| WAPDA FC                   | 4       | 2  | 2004, 2007-08, 2008, 2010             |
| Pakistan Army FC           | 2       | 5  | 2005, 2006-07                         |
| KESC FC (Karachi Electric) | 1       | 2  | 2014-15                               |
| Afghan FC                  | -       | 1  | -----                                 |
| Pakistan Airforce FC       | -       | 1  | -----                                 |

## Clasificación histórica
- Tabla histórica de la Liga Premier de Pakistán desde la temporada 2004 hasta finalizada la temporada 2018-19. Se consideran tres puntos por victoria, un punto por empate.

|  | Liga Premier de Pakistán 2021 |
|  | Liga PFF 2021                 |
|  | Desaparecido                  |

| N.º | Club                          | Temp. | P.D. | P.G. | P.E. | P.P. | G.F. | G.C. | Dif. | Puntos |
| --- | ----------------------------- | ----- | ---- | ---- | ---- | ---- | ---- | ---- | ---- | ------ |
| 1   | KRL FC                        | 12    | 318  | 199  | 78   | 41   | 564  | 182  | +382 | 674    |
| 2   | Pakistan Army FC              | 12    | 318  | 191  | 77   | 50   | 510  | 181  | +329 | 650    |
| 3   | WAPDA FC                      | 12    | 318  | 180  | 87   | 51   | 591  | 240  | +351 | 627    |
| 4   | Karachi Electric FC           | 10    | 264  | 123  | 72   | 71   | 389  | 268  | +121 | 443    |
| 5   | KPT FC                        | 12    | 318  | 122  | 74   | 122  | 471  | 462  | +9   | 440    |
| 6   | Pakistan Navy FC              | 11    | 296  | 109  | 88   | 99   | 363  | 317  | +46  | 415    |
| 7   | Afghan FC                     | 12    | 318  | 105  | 77   | 136  | 369  | 426  | -57  | 392    |
| 8   | NBP FC                        | 11    | 288  | 101  | 86   | 101  | 343  | 328  | +15  | 389    |
| 9   | PIA FC                        | 8     | 220  | 89   | 66   | 65   | 314  | 223  | +91  | 333    |
| 10  | HBL FC                        | 10    | 270  | 78   | 72   | 120  | 319  | 349  | -30  | 306    |
| 11  | PAF FC                        | 7     | 194  | 82   | 56   | 56   | 249  | 177  | +72  | 302    |
| 12  | Muslin FC                     | 5     | 138  | 58   | 40   | 40   | 163  | 130  | +33  | 214    |
| 13  | PMC Club Athletico Faisalabad | 6     | 168  | 37   | 40   | 91   | 129  | 256  | -127 | 151    |
| 14  | Baloch Nushki FC              | 6     | 172  | 30   | 40   | 102  | 127  | 300  | -173 | 130    |
| 15  | PEL FC                        | 4     | 112  | 30   | 23   | 59   | 107  | 189  | -82  | 113    |
| 16  | PTCL FC                       | 2     | 52   | 29   | 9    | 6    | 99   | 55   | +44  | 95     |
| 17  | Wohaib FC                     | 5     | 128  | 19   | 22   | 87   | 82   | 262  | -180 | 79     |
| 18  | SSGC FC                       | 2     | 56   | 20   | 10   | 26   | 68   | 88   | -20  | 70     |
| 19  | Panther FC                    | 2     | 52   | 14   | 8    | 30   | 63   | 111  | -48  | 50     |
| 20  | Pakistan Railways FC          | 3     | 68   | 10   | 20   | 38   | 54   | 126  | -72  | 50     |
| 21  | ABL FC                        | 1     | 30   | 15   | 3    | 12   | 52   | 40   | +12  | 48     |
| 22  | ZTBL FC                       | 2     | 60   | 10   | 14   | 36   | 38   | 101  | -63  | 44     |
| 23  | PCCA FC                       | 1     | 26   | 11   | 6    | 9    | 31   | 27   | +4   | 39     |
| 24  | Pakistan Steel FC             | 1     | 26   | 6    | 11   | 9    | 27   | 36   | -9   | 29     |
| 25  | Pakistan Television FC        | 2     | 52   | 7    | 7    | 38   | 39   | 119  | -80  | 28     |
| 26  | Young XI DIK FC               | 1     | 30   | 7    | 4    | 19   | 38   | 90   | -52  | 25     |
| 27  | Pak Afghan Clearing FC        | 1     | 30   | 4    | 12   | 14   | 24   | 47   | -23  | 24     |
| 28  | Pakistan Police FC            | 1     | 30   | 7    | 3    | 20   | 28   | 62   | -34  | 24     |
| 29  | Baloch Quetta FC              | 2     | 52   | 5    | 9    | 38   | 42   | 126  | -84  | 24     |
| 30  | SNGPL FC                      | 1     | 26   | 3    | 14   | 9    | 28   | 33   | -5   | 23     |
| 31  | Lyallpur FC                   | 1     | 30   | 5    | 8    | 17   | 24   | 48   | -24  | 23     |
| 32  | Mauripur Baloch FC            | 1     | 30   | 6    | 4    | 20   | 25   | 64   | -39  | 22     |
| 33  | Naka Muhammaden FC            | 1     | 30   | 5    | 0    | 25   | 32   | 154  | -122 | 15     |
| 34  | PWD FC                        | 1     | 22   | 3    | 3    | 16   | 14   | 44   | -30  | 12     |
| 35  | Young Blood FC                | 1     | 30   | 4    | 6    | 20   | 23   | 73   | -50  | 12     |
| 36  | Mardan FC                     | 1     | 30   | 3    | 1    | 26   | 20   | 116  | -96  | 10     |
| 37  | Masha United                  | 0     | 0    | 0    | 0    | 0    | 0    | 0    | 0    | 0      |
| 38  | Karachi United                | 0     | 0    | 0    | 0    | 0    | 0    | 0    | 0    | 0      |
| 39  | GPA FC                        | 0     | 0    | 0    | 0    | 0    | 0    | 0    | 0    | 0      |